# Fosfeno

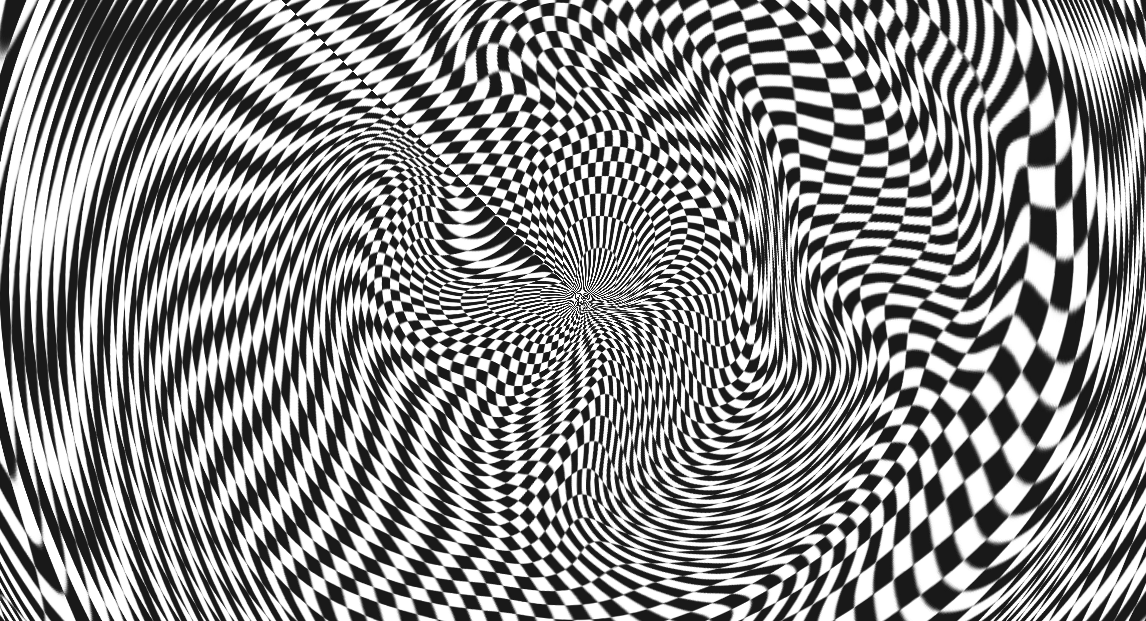
Representação artística de um fosfeno, causado pela estimulação mecânica da retina.

Fosfeno é um fenômeno entóptico, caracterizado pela sensação de ver manchas luminosas, causada pela estimulação mecânica, elétrica ou magnética da retina ou do córtex visual.
Um exemplo de fosfeno são os padrões luminosos que aparecem quando a pálpebra é esfregada com bastante pressão. A curta fixação de uma fonte luminosa forma um fosfeno multicolorido que persiste durante 3 minutos no campo visual, tanto com os olhos abertos como fechados.[carece de fontes?]
Em 1918 Lowënstein e Borchard descobriram que após uma estimulação elétrica do cortex visual apareciam fosfenos. Penfield e seu grupo de pesquisa na década de 1950 confirmaram os fosfenos e que a estimulação elétrica de certas zonas do cérebro produziam imagens fosfenos como sons e sensações táteis.
Em 1959 o Dr. Francis Lefebure descobriu o primeiro fenómeno fosfénico que nunca tinha sido assinalado antes dele: após a fixação de uma fonte luminosa durante 30 segundos o fosfeno desloca-se pelo movimento da cabeça em dois segundos e  imobiliza-se com um movimento da cabeça mais rápido ou mais lento. O que o conduziu ao estudo do que se passaria com dois fosfenos. O método da exploração do cérebro pelos ritmos dos fosfenos duplos revelou-se de uma riqueza e de uma utilidade prática extraordinárias. Daí surgiu o livro que tem este título, em primeiro lugar redigido sob a forma de relatório e transmitido, na primavera 1960, ao Serviço de Saúde escolar, ao qual o Doutor Francis Lefebure pertencia. Esta obra, descreve os diferentes ritmos e fenómenos cerebrais desconhecidos até então, que passava a ser possível observar graças ao Cerebroscópio, aparelho pelo qual o Doutor recebeu a Medalha de Prata do Concurso Lépine, em 1964.